# Diadenis Luna Castellano
Diadenis Luna Castellano (Santiago de Cuba, 11 de septiembre de 1975) es una deportista cubana que compitió en judo.
Participó en dos Juegos Olímpicos de Verano en los años 1996 y 2000, obteniendo una medalla de bronce en la edición de Atlanta 1996 en la categoría de –72 kg. En los Juegos Panamericanos consiguió dos medallas, en los años 1995 y 1999.
Ganó tres medallas en el Campeonato Mundial de Judo entre los años 1995 y 1999, y dos medallas en el Campeonato Panamericano de Judo, en los años 1997 y 1998.

## Palmarés internacional
| Juegos Olímpicos        | Juegos Olímpicos                | Juegos Olímpicos  | Juegos Olímpicos |
| Año                     | Lugar                           | Medalla           | Categoría        |
| ----------------------- | ------------------------------- | ----------------- | ---------------- |
| 1996                    | Atlanta (Estados Unidos)        | Medalla de bronce | –72 kg           |
| Campeonato Mundial      |                                 |                   |                  |
| Año                     | Lugar                           | Medalla           | Categoría        |
| 1995                    | Chiba (Japón)                   | Medalla de oro    | –72 kg           |
| 1997                    | París (Francia)                 | Medalla de plata  | –72 kg           |
| 1999                    | Birmingham (Reino Unido)        | Medalla de bronce | –78 kg           |
| Juegos Panamericanos    |                                 |                   |                  |
| Año                     | Lugar                           | Medalla           | Categoría        |
| 1995                    | Mar del Plata (Argentina)       | Medalla de oro    | –72 kg           |
| 1999                    | Winnipeg (Canadá)               | Medalla de oro    | –78 kg           |
| Campeonato Panamericano |                                 |                   |                  |
| Año                     | Lugar                           | Medalla           | Categoría        |
| 1997                    | Guadalajara (México)            | Medalla de oro    | –72 kg           |
| 1998                    | Santo Domingo (Rep. Dominicana) | Medalla de oro    | –78 kg           |